# Système d'information pour un réseau intelligible aux usagers
Le Système d'information pour un réseau intelligible aux usagers (SIRIUS) est un système de gestion de la circulation routière en Île-de-France géré par la Direction régionale et interdépartementale de l'Équipement et de l'Aménagement d'Île-de-France.

## Organisation
Le système SIRIUS gère 456 km de voies rapides grâce à 6 000 boucles électromagnétiques de détection du trafic, 1 000 caméras et  520 panneaux à messages variables (PMV).
Ce système informatique modélise le réseau autoroutier régional en traitant toutes les vingt secondes 6 000 points de mesure. Les boucles électromagnétiques de détection permettent une détection automatique des bouchons, confirmés par la vidéosurveillance. Certaines caméras, implantées dans des lieux jugés à risque d'accident, se déclenchent automatiquement en cas d'incident.
Les données sont échangées avec les autres systèmes équivalents de la Ville de Paris ou des sociétés d'autoroutes.

## Messages
Les 520 panneaux diffusent généralement le temps de parcours jusqu'aux prochains axes principaux rencontrés, ainsi éventuellement que la distance et la longueur des bouchons présents en aval. Ces panneaux peuvent par ailleurs annoncer des évènements potentiels de trafic (comme l'horaire d'un spectacle ou match au stade de France risquant de provoquer des ralentissements), des propositions d'itinéraires alternatifs en cas de bouchons importants ou de travaux d'envergure, ou des messages relatifs à des évènements nationaux, comme des alertes canicule, pollution, ou même enlèvement d'enfant.